# الی لندری
 اَلی لندری (انگلیسی: Ali Landry؛ زادهٔ ۲۱ ژوئیهٔ ۱۹۷۳) یک بازیگر، مدل، و صاحب عنوان مسابقه زیبایی آمریکایی است که برنده ملکه زیبایی ایالات متحده آمریکا در سال ۱۹۹۶ شد. او در سریال کمدی یوپی‌ان ایو نقش ریتا لفلر را بازی کرد و در سال ۱۹۹۸ در یک آگهی تبلیغاتی سوپر بول نقش دختر دوریتوس را داشت. در سال ۱۹۹۸، او توسط مجله پیپل به عنوان یکی از ۵۰ زیباترین افراد جهان معرفی شد.